# Hylaeus fijiensis
Hylaeus fijiensis är en biart som först beskrevs av Cockerell 1909.  Hylaeus fijiensis ingår i släktet citronbin, och familjen korttungebin. Inga underarter finns listade i Catalogue of Life.